# بوب هايت
بوب هايت (بالإنجليزية: Bob Hite)‏ هو كاتب أغاني وموسيقي ومغني أمريكي، ولد في 26 فبراير 1943 في توررانسي في الولايات المتحدة، وتوفي في 6 أبريل 1981 في لوس أنجلوس في الولايات المتحدة بسبب نوبة قلبية.

## وصلات خارجية
- الموقع الرسمي
- بوب هايت على موقع IMDb (الإنجليزية)
- بوب هايت على موقع ميوزك برينز (الإنجليزية)
- بوب هايت على موقع ديسكوغز (الإنجليزية)
- بوب هايت على موقع قاعدة بيانات الفيلم (الإنجليزية)